# Sports réunis dellois
Les Sports Réunis Dellois sont un club français de football basé à Delle dans le département du Territoire de Belfort en région Franche-Comté. Le club est affilié à la Fédération française de football sous le numéro 506634 et ses couleurs sont le bleu et le blanc.
Le club dellois participe à trois saisons du championnat de France de troisième niveau dans les années 1960 et 1970, dans le championnat de France amateur puis le championnat de France de Division 3.
Le club évolue en régional 3 pour la saison 2022-2023.

## Repères historiques
Le club dellois est créé en juillet 1920 sous la dénomination Union sportive de Delle. Il prend sa dénomination actuelle en 1942.
Après sa victoire dans la Division d'honneur de la Ligue de Franche-Comté en 1967, le club participe la saison suivante à son premier championnat national : le championnat de France amateur 1967-1968, appelé Division nationale, qui constitue alors le premier niveau de la hiérarchie du football français amateur. Il termine douzième sur quatorze dans le groupe Est et est relégué au niveau régional.
Deux ans plus tard, les SR Delle sont à nouveau champions de Franche-Comté et retrouvent le championnat national, terminant dixième et premier club non relégué du groupe Est du championnat de France amateur 1970-1971. La saison suivante, le championnat est renommé Division 3 et les SR Delle terminent à la douzième place du groupe Est, synonyme de relégation dans les championnats régionaux.
Le club ne parviendra ensuite plus à revenir au niveau national. En 2015, il dispute le championnat de Deuxième division, groupe A, du district de Belfort-Montbéliard, soit le dixième niveau de la hiérarchie du football en France.
A l'issue de la saison 2019-2020 brutalement interrompu par l'épidémie de COVID-19, le club est sacré champion de Division 1, du district de Belfort-Montbéliard. Pour la saison 2020-2021 les SRD évolueront donc en régionale 3. 

## Palmarès
Les SR Delle sont champions de Franche-Comté à deux reprises, remportant le championnat de Division d'honneur de la Ligue de Franche-Comté en 1967 et 1970. Ils terminent également premier de ce championnat en 1943, mais ce titre n'est pas officiel puisqu'il s'agit d'un championnat de guerre. Le club est champion de Promotion d'honneur, soit le deuxième niveau régional, en 1960, 1965 et 1988, et aussi champion de Promotion de Ligue en 2010.
Dans les compétitions à élimination directe, le club atteint la finale de la Coupe de Franche-Comté en 1990. Il participe aussi à la phase finale de la Coupe de France à deux reprises, atteignant les trente-deuxièmes de finale de la Coupe de France 1950-1951 face à l'Entente sportive thaonnaise et de la Coupe de France 1955-1956 face à Olympique lyonnais, pensionnaire de Division 1 et futur demi-finaliste de l'épreuve.

## Structure juridique et dénomination
Le club est une association loi de 1901 et est affilié à la Fédération française de football sous le numéro 506634.